# イリノイ州選出のアメリカ合衆国上院議員
イリノイ州選出のアメリカ合衆国上院議員は、イリノイ州から選出されたアメリカ合衆国上院議員。6年毎に改選される。
イリノイ州は1818年12月3日に連邦に加わり、以後第2部及び第3部に属する47人が上院議員となった。上院は汚職を理由に、フランク・L・スミスの就任を2度にわたり拒否した（1926年12月及び1927年3月）が、スミス自身及び州知事はスミスが約2年間上院議員であったと見做したので、本項では彼を一覧に含めることとする。リコンストラクションの時代から上院に議席を有した4人のアフリカ系アメリカ人のうち3人は、イリノイ州第3部の議席を占めた。残る1名（エドワード・ブルック）は、マサチューセッツ州から選出された。

## 第2部
| 氏名                                       | 氏名 | 所属政党   | 就任           | 退任           | 退任理由         | 備考 |
| ------------------------------------------ | ---- | ---------- | -------------- | -------------- | ---------------- | --- |
| ジェシー・B・トマス                        |      | 民主共和党 | 1818年12月3日  | 1829年3月4日   | 引退             | |
| ジョン・マクリーン                         |      | 民主党     | 1829年3月4日   | 1830年10月14日 | 死亡             | イリノイ州下院議長（1820年 - 1822年、1826年 - 1830年） かつては第3部の上院議員を務めた                         |
| デイヴィッド・J・ベイカー                  |      | 民主党     | 1830年11月12日 | 1830年12月11日 | 引退             | |
| ジョン・マクラッケン・ロビンソン           |      | 民主党     | 1830年12月11日 | 1841年3月4日   | 引退             | |
| サミュエル・マクロバーツ                   |      | 民主党     | 1841年3月4日   | 1843年3月27日  | 死亡             | |
| ジェームズ・センプル                       |      | 民主党     | 1843年12月4日  | 1847年3月4日   | 引退             | イリノイ州下院議長（1834年 - 1838年）                                                                          |
| スティーヴン・A・ダグラス                  |      | 民主党     | 1847年3月4日   | 1861年6月3日   | 死亡             | 民主党大統領候補者（1860年）                                                                                   |
| オーヴィル・ヒックマン・ブラウニング       |      | 共和党     | 1861年6月26日  | 1863年1月12日  | 引退             | 内務長官（1866年 - 1869年）                                                                                    |
| ウィリアム・アレグザンダー・リチャードソン |      | 民主党     | 1863年1月30日  | 1865年3月4日   | 引退             | ネブラスカ準州知事                                                                                             |
| リチャード・イェーツ                       |      | 共和党     | 1865年3月4日   | 1871年3月4日   | 引退             | イリノイ州知事（1861年 - 1865年）                                                                              |
| ジョン・A・ローガン                        |      | 共和党     | 1871年3月4日   | 1877年3月4日   | 再選に失敗       | アンドルー・ジョンソンに対する上院での弾劾裁判における、下院の弾劾責任者。 のち、イリノイ州第3部の議席を占めた |
| デイヴィッド・デイヴィス                   |      | 無所属     | 1877年3月4日   | 1883年3月4日   | 引退             | アメリカ合衆国最高裁判所判事（1862年 - 1877年） 上院仮議長（1881年 - 1883年）                                  |
| シェルビー・ムーア・カロン                 |      | 共和党     | 1883年3月4日   | 1913年3月4日   |                  | イリノイ州知事（1877年 - 1883年）                                                                              |
| J・ハミルトン・ルイス                      |      | 民主党     | 1913年3月26日  | 1919年3月4日   | 再選に失敗       | イリノイ州下院議長（1861年 - 1863年、1873年 - 1875年） 上院多数党院内幹事（1913年 - 1919年、1933年 - 1939年）  |
| ジョーゼフ・M・マコーミック                |      | 共和党     | 1919年3月4日   | 1925年2月25日  | 死亡             | |
| チャールズ・S・デネーン                    |      | 共和党     | 1925年2月26日  | 1931年3月4日   | 再指名獲得に失敗 | イリノイ州知事（1905年 - 1913年）                                                                              |
| J・ハミルトン・ルイス                      |      | 民主党     | 1931年3月4日   | 1939年4月9日   | 死亡             | 上院多数党院内幹事（1913年 - 1919年、1933年 - 1939年）                                                         |
| ジェームズ・M・スラットリー                |      | 民主党     | 1939年4月14日  | 1940年11月21日 | 補欠選挙で敗北   | |
| チャールズ・W・ブルックス                  |      | 共和党     | 1940年11月22日 | 1949年1月3日   | 再選に失敗       | |
| ポール・ダグラス                           |      | 民主党     | 1949年1月3日   | 1967年1月3日   | 再選に失敗       | |
| チャールズ・H・パーシー                    |      | 共和党     | 1967年1月3日   | 1985年1月3日   | 再選に失敗       | |
| ポール・マーティン・サイモン               |      | 民主党     | 1985年1月3日   | 1997年1月3日   | 引退             | イリノイ州副知事                                                                                               |
| ディック・ダービン                         |      | 民主党     | 1997年1月3日   | 現職           |                  | 上院民主党院内幹事（2003年 - ） 上院多数党院内幹事（2007年 - ）                                                |

## 第3部
| 氏名                                 | 氏名 | 所属政党   | 就任           | 退任           | 退任理由         | 備考 |
| ------------------------------------ | ---- | ---------- | -------------- | -------------- | ---------------- | --- |
| ニニアン・エドワーズ                 |      | 民主共和党 | 1818年12月3日  | 1824年3月4日   | 辞任             | ケンタッキー州最高裁判所長官（1808年） イリノイ準州知事（1809年 - 1818年） イリノイ州知事（1826年 - 1830年）        |
| ジョン・マクリーン                   |      | 民主党     | 1824年11月24日 | 1825年3月4日   | 引退             | イリノイ州下院議長（1820年 - 1822年、1826年 - 1830年）                                                              |
| イライアス・ケイン                   |      | 民主党     | 1825年3月4日   | 1835年12月12日 | 死亡             | |
| ウィリアム・リー・D・ユーイング      |      | 民主党     | 1835年12月30日 | 1837年3月4日   | 引退             | イリノイ州下院議長（1830年 - 1832年） イリノイ州知事（1834年）                                                      |
| リチャード・M・ヤング                |      | 民主党     | 1837年3月4日   | 1843年3月4日   | 引退             | |
| シドニー・ブリーズ                   |      | 民主党     | 1843年3月4日   | 1849年3月4日   | 再指名獲得に失敗 | イリノイ州下院議長（1851年 - 1853年） イリノイ州最高裁判所長官（1867年 - 1870年、1873年 - 1874年）                  |
| ジェイムズ・シールズ                 |      | 民主党     | 1849年10月27日 | 1855年3月4日   | 再選に失敗       | のち、ミネソタ州及びミズーリ州選出上院議員                                                                          |
| ライマン・トランバル                 |      | 共和党     | 1855年3月4日   | 1873年3月4日   |                  | |
| リチャード・ジェイムズ・オグレスビー |      | 共和党     | 1873年3月4日   | 1879年3月4日   | 引退             | イリノイ州知事（1865年 - 1869年、1873年）                                                                           |
| ジョン・A・ローガン                  |      | 共和党     | 1879年3月4日   | 1886年12月26日 | 死亡             | アンドルー・ジョンソンに対する上院での弾劾裁判における、下院の弾劾責任者。 イリノイ州第2部の議席をも占めた          |
| チャールズ・B・ファーウェル          |      | 共和党     | 1887年1月19日  | 1891年3月4日   | 引退             | |
| ジョン・M・パーマー                  |      | 民主党     | 1891年3月4日   | 1897年3月4日   | 引退             | |
| ウィリアム・E・メイソン              |      | 共和党     | 1897年3月4日   | 1903年3月4日   |                  | |
| アルバート・J・ホプキンズ            |      | 共和党     | 1903年3月4日   | 1909年3月4日   | 再選に失敗       | |
| ウィリアム・ロリマー                 |      | 共和党     | 1909年6月18日  | 1912年7月13日  | 選挙無効         | 汚職により、上院は選挙を無効とした                                                                                  |
| ローレンス・イェーツ・シャーマン     |      | 共和党     | 1913年3月26日  | 1921年3月4日   |                  | イリノイ州下院議長（1899年 - 1903年） イリノイ州副知事（1905年 - 1909年）                                           |
| ウィリアム・B・マッキンリー          |      | 共和党     | 1921年3月4日   | 1926年12月7日  | 再指名獲得に失敗 | イリノイ州下院議長（1913年 - 1915年）                                                                               |
| フランク・L・スミス                  |      | 共和党     | 1926年12月7日  | 1928年12月3日  | 着任せず、辞任   | |
| オーティス・F・グレン                |      | 共和党     | 1928年12月3日  | 1933年3月4日   | 再選に失敗       | |
| ウィリアム・H・ディーテリック        |      | 民主党     | 1933年3月4日   | 1939年1月3日   | 引退             | |
| スコット・W・ルーカス                |      | 民主党     | 1939年1月3日   | 1951年1月3日   | 再選に失敗       | 上院少数党院内幹事（1947年 - 1949年） 上院多数党院内総務（1949年 - 1951年）                                         |
| エヴァレット・ダークセン             |      | 共和党     | 1951年1月3日   | 1969年9月17日  | 死亡             | 上院少数党院内総務（1959年 - 1969年）                                                                               |
| ラルフ・タイラー・スミス             |      | 共和党     | 1969年9月17日  | 1970年11月3日  | 補欠選挙で敗北   | イリノイ州下院議長（1967年 - 1969年）                                                                               |
| アドレイ・スティーヴンソン3世        |      | 民主党     | 1970年11月17日 | 1981年1月3日   | 引退             | |
| アラン・J・ディクソン                |      | 民主党     | 1981年1月3日   | 1993年1月3日   | 再指名獲得に失敗 | |
| キャロル・モーズリー・ブラウン       |      | 民主党     | 1993年1月3日   | 1999年1月3日   | 再選に失敗       | 上院初の黒人女性議員にして、イリノイ州選出上院議員として初の黒人議員                                                |
| ピーター・フィッツジェラルド         |      | 共和党     | 1999年1月3日   | 2005年1月3日   | 引退             | |
| バラク・オバマ                       |      | 民主党     | 2005年1月3日   | 2008年11月16日 | 辞任             | 大統領（2009年 - ）                                                                                                 |
| ローランド・バリス                   |      | 民主党     | 2008年12月31日 | 2010年11月29日 | 出馬せず         | イリノイ州司法長官（1991年 - 1995年） イリノイ州会計監査官（1979年 - 1991年）                                       |
| マーク・カーク                       |      | 共和党     | 2010年11月29日 | 2017年1月3日   | 再選に失敗       | イリノイ州下院議員 (2001年 - 2010年)                                                                                |
| タミー・ダックワース                 |      | 民主党     | 2017年1月3日   | 現職           |                  | イリノイ州退役軍人局長（2006年 - 2009年） 退役軍人省次官補（2009年 - 2011年） イリノイ州下院議員（2013年 - 2017年） |

## 註
1. ↑  マコーミックは再指名を受けられなかったため、生存していたとしても2期目を務めることはできなかった。
2. ↑  12月31日に指名されたが、就任宣誓をしたのは翌年1月15日である。これは、彼を指名したロッド・ブラゴジェヴィッチ知事が、指名の見返りに金銭を得ようとしたとの疑惑が生じたためである。「『議員資格ない』オバマ氏後任の上院議員、議場入り拒まれる」（読売新聞、2009年1月7日）。「オバマ次期大統領の後任上院議員が就任　州汚職知事指名のバリス氏」（産経新聞、2009年1月16日）。